# 我猜我猜我猜猜猜
我猜我猜我猜猜猜（ウォーツァイウォーツァイウォーツァイツァイツァイ、略称「我猜」）は、1996年8月から台湾の中国電視公司で放送されているバラエティ番組である。プロデューサーは王偉忠、詹仁雄、葉心如である。放送開始直後は視聴率が振るわなかったが、1998年3月21日に呉宗憲が司会者になると、若い世代に歓迎された。2010年5月15日現在で700回放送されている。2010年7月24日から庾澄慶と任家萱が司会者になる。
楽楽チャイナ（スカイパーフェクTV! 784ch等）で放送中なので、日本でも視聴可能である。また中国電視は、Sky.net(華人衛星)の国際衛星放送(有料)で放送されているので、日本でも受信機器を用意し視聴料金を払えば視聴する事ができる(日本もサービス提供エリア)。さらに、再放送ではあるが、台湾宏観電視の無料衛星放送やネット放送を通じて視聴する事ができる。

## 放送時間
- 中国電視公司：初期は毎週土曜19:30〜，その後土曜日21:00〜，1997年8月9日に土曜22:30〜23:30と改訂。2000年から2010年10月30日まで放送時間は22:00〜0:00。現行の放送時間は金曜日20:00〜22:00。
- 楽楽チャイナ(スカイパーフェクTV! 784ch等)：日曜日15:00〜。
- 鳳凰衛視(Phoenix TV)：土曜日18:00〜。
- 台湾宏観電視(Taiwan Macroview TV):日曜日17:00〜&月曜日4:00〜(内容は再放送)。ネットTVは、衛星放送と同内容をリアルタイム及びオンデマンド。